# Proctorville
Proctorville ist ein Village in Lawrence County im US-Bundesstaat Ohio am Nordufer des Ohio River. Nach der Zählung von 2020 hatte der Ort 523 Einwohner. Proctorville, das zunächst Quaker Bottom hieß, ist benannt nach Jacob Proctor, einem Ladenbesitzer, der sich dort im Jahr 1834 niederließ.

## Geographie und Geschichte
Das Dorf liegt im äußersten Süden von Ohio am nördlichen Ufer des Ohio Rivers in einer ehemaligen Flussaue. Die vorwiegend bewaldete Umgebung ist leicht hügelig und erreicht an einigen Punkten etwa 250 Meter Höhe. Zahlreiche Bäche fließen in südlicher Richtung in den Ohio River. Die Landnutzung wird von Forstwirtschaft geprägt, nur in den Tälern der Bäche gibt es Weiden für Viehhaltung.
Im Jahr 1797 siedelten die ersten Pioniere an den Ufern des Ohio Rivers und nannten es Quaker Bottom (deutsch: Quäker-Grund). Durch die beginnende Schifffahrt auf dem Fluss entwickelte sich die Gegend im frühen 19. Jahrhundert zu einem Handelszentrum. 1834 errichtete ein Jacob Proctor direkt am Nordufer des Flusses einen Kaufladen, der bei den Flussschiffern bald als Proctor’s Landing bekannt wurde. Die zunächst bescheidene Siedlung Quaker Bottom vergrößerte sich rasch und 1878, als der Ort zu einer offiziellen Gemeinde aufstieg, erhielt er seinen neuen Namen, um Jacob Proctor zu ehren. Am 7. April 1900 vernichtete ein Brand einen Großteil der Geschäfte, 1913 und 1937 verursachte Hochwasser große Schäden in Proctorville.
Seit 1985 ist das Dorf mit dem kulturellen Zentrum der Region, Huntington im Bundesstaat West Virginia, durch die East End Bridge verbunden. Bis dahin gab es nur eine Fährverbindung über den Ohio River. In Proctorville unterhält die Ohio University eine Außenstelle.

## Demografische Angaben
Nach der letzten umfangreichen Erhebung des US Census Bureaus im Jahr 2000 bestand die Bevölkerung aus 620 Personen. 98,1 % der Bevölkerung sind europäischstämmig (US-Durchschnitt 75,1 %), 31 Familien (16,8 %) lebten 1999 unter der Armutsgrenze (US-Durchschnitt 9,2 %) und das jährliche durchschnittliche Einkommen eines Haushalts betrug 22.266 $ (US-Durchschnitt 41.994 $).